# Simon Mannix
Pour les articles homonymes, voir Mannix (homonymie).

a Compétitions nationales et continentales officielles uniquement.

b Matchs officiels uniquement.
Simon James Mannix, né le 10 août 1971 à Lower Hutt, en Nouvelle-Zélande, est un joueur néo-zélandais de rugby à XV évoluant au poste de demi d'ouverture. Il se reconvertit ensuite en tant qu'entraîneur.
En tant que joueur, il a joué un test match avec les All Blacks en 1994.

## Carrière

### Joueur
Simon Mannix fut un grand espoir du rugby néo-zélandais au poste de premier centre, mais n’a jamais pu concrétiser son potentiel au plus haut niveau. Après des années prometteuses en scolaire, il joue avec l’équipe des moins de 19 ans néo-zélandais et intègre en 1990, à 19 ans, l’équipe première de la province de Wellington, dont il portera le maillot 83 fois. Son talent est tel qu’il participe à la tournée des All Blacks en France à l’automne de cette année-là. Mais sa première rencontre se soldant par une défaite contre une sélection Languedoc-Côte-d’Azur, il ne regagna jamais vraiment la confiance des sélectionneurs. Il joua au total quatre matchs de cette tournée, puis quatre autres l’année suivante, lors de la tournée en Argentine, mais il ne parvient pas à intégrer l’équipe qui joue les tests dans laquelle régnait un certain Grant Fox qui fut l’un des plus grands demis d’ouverture de l’histoire. 
Il tombe ensuite dans l’oubli international, et ne participe qu’à quelques rencontres avec l’équipe B des All Blacks. Sa seconde chance apparaît à la retraite de Grant Fox en 1993. Mais il avait alors cessé de buter dans son club, si bien qu’il ne put vraiment prétendre à la succession. Il ne disputera qu’un seul test match, en juin 1994 contre la France qui se soldera par une lourde défaite (8-22) et sonnera le glas de ses espérances internationales. L’année suivante, un certain Andrew Mehrtens explose et Mannix s’efface. 
En 1996, il joue cinq rencontres avec les Wellington Hurricanes dans le Super 12 qui prenait alors son essor, puis prend le parti de découvrir le monde. Il s’engage avec le club anglais de Sale, et marque 21 points pour son premier match le 24 octobre 1996 en Conférence européenne contre Newport. Alors que le professionnalisme en est à ses balbutiements, il connaît quelques problèmes pour obtenir un permis de travail, car il devait avoir été international au minimum 18 mois avant de faire sa demande, ce qui n’était pas le cas. Il joue donc d’abord avec un permis touristique et sous licence amateur, ce qui déclenche des critiques de la part d’autres clubs.
Il quitte Sale pour Gloucester, où il joue avec Philippe Saint-André, natif de Romans-sur-Isère, ville où Mannix devait un jour entraîner. Ses performances avec Gloucester attirent les convoitises, y compris celles de la fédération anglaise qui voit en lui un possible ouvreur… pour l’équipe d’Angleterre, dans la mesure où il avait satisfait aux trois années de résidence ! Le projet n’aboutira jamais.
En mai 2000, il est sélectionné avec les Barbarians français pour jouer le Pays de Galles au Millennium Stadium de Cardiff. Les Baa-Baas s'inclinent 40 à 33.
Après une saison au pays de Galles sous les couleurs de Bridgend, Mannix part pour la France où il s'engage avec le club de la Drôme de l'US Romans Péage, d'abord comme joueur puis comme entraîneur. Parallèlement, Simon Mannix, proche de l'ancien international Philippe Benetton, entraîneur du Racing Métro 92, sert de traducteur à la légion étrangère du club parisien. Il rejoint ce club en tant qu'entraîneur pour la saison 2007-2008.

### Entraîneur
Il est entraîneur adjoint au Racing Métro 92 de 2007 à 2011. Il aide le club francilien à remonter dans l'élite du rugby français, aux côtés du manager Pierre Berbizier.
Après un passage en Irlande tant qu'entraîneur des arrières du Munster Rugby, il est manager de la Section paloise en 2014. Il remporte le championnat de Pro D2 en 2015 avec l'équipe paloise. Le 16 avril 2019, après une lourde défaite face au Stade rochelais (71 à 21), il quitte ses fonctions de manager du club béarnais. Il sera resté presque 5 saisons à la tête du club.
En novembre 2019, il devient le sélectionneur des différentes équipes nationales de Singapour, en rugby à XV et en rugby à 7. En juillet 2021, la Fédération singapourienne de rugby à XV annonce son départ immédiat de son poste de sélectionneur.
En juillet 2021, il rejoint le RC Bassin d'Arcachon en Fédérale 1 en tant que conseiller des présidents.
En décembre 2023, il rejoint le Biarritz olympique en tant qu'entraîneur en chef. 
La fédération portugaise annonce en avril 2024 qu'il deviendra le sélectionneur des Lobos à partir de la saison 2024/2025.

## Carrière de joueur
- Petone RFC (Nouvelle-Zélande) 1985-1996
- Wellington Rugby Football Union (Nouvelle-Zélande) 1990-1996
- Hurricanes 1996
- Sale Sharks (Angleterre) 1996-1997
- Gloucester RFC (Angleterre) 1997-2002
- Bridgend RFC (Pays de Galles) 2002-2003
- US Romans Péage (France) 2004-2007

## Carrière d’entraîneur
- 2005-2007 : US Romans Péage (France)
- 2007-novembre 2011 : Racing Métro 92 (France)
- 2012-2014 : Munster Rugby (Irlande)
- 2014-avril 2019 : Section paloise (France) (manager)
- novembre 2019-Juillet 2021 : Singapour (sélectionneur)
- 2021-décembre 2023 : Rugby Club bassin d'Arcachon (France) (manager)
- décembre 2023-2024 : Biarritz olympique (France) (entraîneur en chef)
- Depuis avril 2024 : Portugal (sélectionneur)

| Saison      | Club               | Division   | Poste              | Classement                    | Coupe d'Europe         | Challenge européen     |
| ----------- | ------------------ | ---------- | ------------------ | ----------------------------- | ---------------------- | ---------------------- |
| 2005 - 2006 | US Romans Péage    | Fédérale 2 | Entraineur         | ?                             | -                      | -                      |
| 2006 - 2007 | US Romans Péage    | Fédérale 2 | Entraineur         | Promu en Fédérale 1           | -                      | -                      |
| 2007 - 2008 | Racing Métro 92    | Pro D2     | Arrières           | Défaite en finale d'accession | -                      | -                      |
| 2008 - 2009 | Racing Métro 92    | Pro D2     | Arrières           | Champion de France de Pro D2  | -                      | -                      |
| 2009 - 2010 | Racing Métro 92    | Top 14     | Arrières           | Éliminé en barrages           | -                      | Éliminé en poule       |
| 2010 - 2011 | Racing Métro 92    | Top 14     | Arrières           | Éliminé en demi-finale        | Éliminé en poule       | -                      |
| 2012 - 2013 | Munster            | Pro12      | Arrières           | 6e                            | Éliminé en demi-finale | -                      |
| 2013 - 2014 | Munster            | Pro12      | Arrières           | Éliminé en demi-finale        | Éliminé en demi-finale | -                      |
| 2014 - 2015 | Section paloise    | Pro D2     | Manager            | Champion de France de Pro D2  | -                      | -                      |
| 2015 - 2016 | Section paloise    | Top 14     | Manager            | 11e                           | -                      | Éliminé en poule       |
| 2016 - 2017 | Section paloise    | Top 14     | Manager            | 9e                            | -                      | Éliminé en poule       |
| 2017 - 2018 | Section paloise    | Top 14     | Manager            | 8e                            | -                      | Éliminé en demi-finale |
| 2018 - 2019 | Section paloise    | Top 14     | Manager            | 11e (à son départ)            | -                      | Éliminé en poule       |
| 2019 - 2020 | Singapour          | /          | Sélectionneur      | /                             | /                      | /                      |
| 2020 - 2021 | Singapour          | /          | Sélectionneur      | /                             | /                      | /                      |
| 2023 - 2024 | Biarritz olympique | Pro D2     | Entraineur en chef | 14e                           | -                      | -                      |

## Palmarès

### En club

#### Titres
- Champion d’Angleterre 2001-02 (Gloucester).
- Champion de France de Pro D2 2014-2015 (Pau), manager

#### Matchs joués
- - 5 matchs de Super 12/14 avec les Hurricanes
  - 83 matchs de NPC (championnat des provinces) avec Wellington (648 points)
  - 6 matchs de Coupe d’Europe avec Gloucester (1999-2000) (104 points)

### En équipe nationale
- Nombre de tests avec les Blacks : 1 (le 22 juin 1994)
- Nombre total de matchs avec les Blacks : 9 (70 points)

### Distinction personnelle
- Nuit du rugby 2009 : Meilleur staff d'entraîneur de la Pro D2 (avec Pierre Berbizier et Philippe Berbizier) pour la saison 2008-2009
- Nuit du rugby 2015 : Meilleur staff d'entraîneur de la Pro D2 (avec Joël Rey et David Aucagne) pour la saison 2014-2015